# Вулиця Павла Потоцького
Ву́лиця Павла́ Пото́цького — вулиця в Солом'янському районі міста Києва, селище Жуляни. Пролягає від проїзду без назви, що сполучає вулиці Шкільну та Совську до Повітрофлотської вулиці.
Прилучаються вулиці Совська, Шкільна, Молодіжна та Стадіонна.

## Історія
Вулиця почала формуватися в 1-й третині XX століття, основна ж частина сформована після 1940-х років, мала назву Комсомольська, на честь комсомолу.
Сучасна назва на честь генерала від артилерії, військового історика, мецената Павла Потоцького — з 2016 року.

## Установи та заклади
- № 48 — школа № 279
- № 167 — дитячий садок № 211